# Eusamythella sexdentata
Eusamythella sexdentata är en ringmaskart som först beskrevs av Hartman 1867.  Eusamythella sexdentata ingår i släktet Eusamythella och familjen Ampharetidae. Inga underarter finns listade i Catalogue of Life.